# Jerzy Szczygielski
Jerzy Szczygielski (ur. 26 czerwca 1944 w Rybniku) – autor książek o tematyce sportowej, korespondent sportowy, prezenter radiowy.

## Życiorys
Absolwent Akademii Wychowania Fizycznego (1968), Podyplomowych Studiów Geografii Uniwersytetu Wrocławskiego (1978) we Wrocławiu. Historyk, dokumentalista, statystyk sportu. Autor książek o tematyce sportowej. Korespondent sportowy, prezenter Radia „Deutsche Welle” i radia Kolonia oraz redakcji sportowej I Programu Polskiego Radia. Długoletni spiker imprez sportowych i masowych. Współpracownik czasopism o tematyce sportowej: Tygodnik Żużlowy, Magazyn Żużlowy „TOR”, „Sport”, „Basket”, „Piłka Nożna”, „Hat-Trick”, „Forum”, „Fakty”. Członek Międzynarodowego Stowarzyszenia Dziennikarzy Sportowych (A.I.P.S) oraz Klubu Olimpijczyka „Sokolnia” w Rybniku.
Nagrody, wyróżnienia
- 2008 – został zwycięzcą Konkursu Polskiego Związku Motorowego i Stowarzyszenia Dziennikarzy Polskich „ZŁOTE KOŁO 2008”, w którym otrzymał nagrodę za wydawnictwo „Biografie żużlowców Rybnika 1932 – 2007”.
- 2010 – nagrodzony przez Prezydenta Miasta Rybnika Adama Fudalego – Za wkład wniesiony w dokumentowaniu historii sportu w regionie.
- 2012 – wyróżniony srebrnym medalem „Za Zasługi dla Polskiego Ruchu Olimpijskiego”.
- 2019 – wyróżniony Złotym Medalem „Za Zasługi dla Polskiego Ruchu Olimpijskiego”.

Akty nadania w latach 2012 i 2019 podpisał Andrzej Kraśnicki, prezes Polskiego Komitetu Olimpijskiego.

## Dorobek pisarski
- „Puchar ROW – Zapomniany turniej, Rybnickie finały” (1999)
- „Rybnik żużlem stoi” (2001)
- „Memoriał red. Jana Ciszewskiego 1983 – 2003” (2004)
- „Olimpijczycy subregionu zachodniego województwa śląskiego 1928 – 2006” (2006)
- „Biografie żużlowców Rybnika 1937 – 2007” (2008)
- „Olimpijczycy województwa śląskiego 1924 – 2010” (2010)
- "Chorążowie Polskich Ekip Olimpijskich 1924 - 2018' (2018)